# 多马涅
多马涅（法語：Domagné，法語發音：[dɔmaɲe]）是法国伊勒-维莱讷省的一个市镇，位于该省中东部偏南，属于富热尔-维特雷区。

## 地理
多马涅（48°4'13"N, 1°23'29"W）面积29 平方千米，位于法国布列塔尼大區伊勒-维莱讷省，该省份为法国西北部沿海省份，位于布列塔尼半岛东部，北濒大西洋，西接阿摩尔滨海省和莫尔比昂省，南至大西洋卢瓦尔省，西南端接曼恩-卢瓦尔省，东临马耶讷省，东北与芒什省接壤。
与多马涅接壤的市镇（或旧市镇、城区）包括：沙托布尔、卢维涅德拜、维莱讷河畔努瓦亚勒、圣迪迪耶、维莱讷河畔塞尔翁、皮雷-尚塞、沙托日龙。

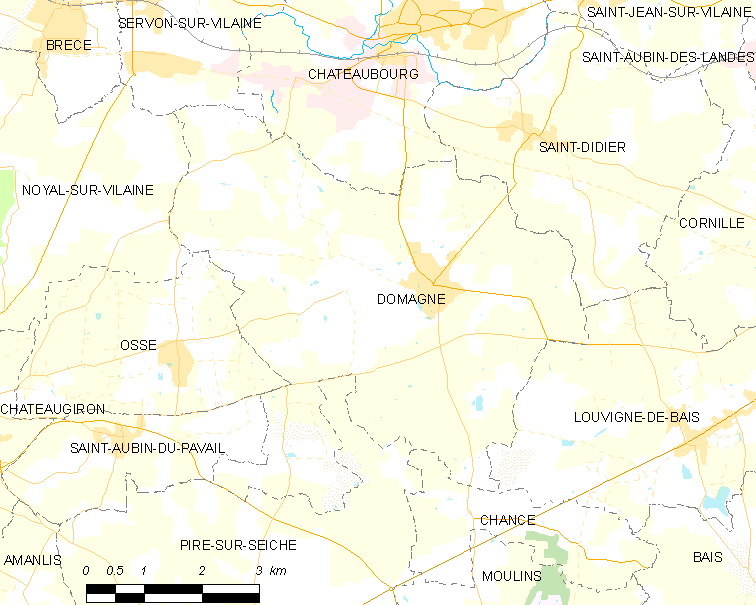
多马涅的OSM定位图

多马涅的时区为UTC+01:00、UTC+02:00（夏令时）。

## 行政
多马涅的邮政编码为35113，INSEE市镇编码为35096。

## 政治
多马涅所属的省级选区为沙托日龙县。

## 人口

1962-2008年间多马涅人口变化图示

多马涅于2022年1月1日时的人口数量为2439人。